# Dajianchang
Dajianchang är en köping i Kina. Den ligger i storstadsområdet Tianjin, i den norra delen av landet, omkring 41 kilometer norr om stadens centrum.